# Aphaniosoma baezi
Aphaniosoma baezi är en tvåvingeart som beskrevs av Ebejer 2001. Aphaniosoma baezi ingår i släktet Aphaniosoma och familjen gulflugor.
Artens utbredningsområde är Kanarieöarna. Inga underarter finns listade i Catalogue of Life.